# Copa Simón Bolívar
De Copa Simón Bolívar was de op een na hoogste nationale voetbalcompetitie van Bolivia en de voorloper van de Liga de Fútbol Profesional Boliviano. In 2011 moest deze competitie plaatsmaken voor de Liga Nacional B.

## Geschiedenis
Van 1957 tot 1976 werd in Bolivia een (semi-)professionele voetbalcompetitie georganiseerd, waarbij gespeeld werd om de Copa Simón Bolívar. Op 23 augustus 1977 werd de hoogste divisie ingevoerd, de Liga de Fútbol Profesional Boliviano als professionele competitie. De naam Copa Simón Bolívar werd in 1989 weer ingevoerd, maar nu als naam voor de tweede divisie in het Zuid-Amerikaanse land. In 2011 ging de divisie verder onder de naam Liga Nacional B.

## Erelijst
| Seizoen                    | Seizoen         | Kampioen                      | Runner-up                  | Derde plaats                                |
| Torneo Nacional            | Torneo Nacional | Torneo Nacional               | Torneo Nacional            | Torneo Nacional                             |
| -------------------------- | --------------- | ----------------------------- | -------------------------- | ------------------------------------------- |
| 1958                       | 1958            | Jorge Wilstermann (1)         | Deportivo Municipal        | Club San José                               |
| 1959                       | 1959            | Jorge Wilstermann (2)         | Always Ready               | Club Bolívar                                |
| Copa Simón Bolívar         |                 |                               |                            |                                             |
| 1960                       | 1960            | Jorge Wilstermann (3)         | Club Aurora                | Deportivo Chaco                             |
| 1961                       | 1961            | Deportivo Municipal (1)       | Club Aurora                | Deportivo Chaco                             |
| 1962                       | 1962            | Deportivo Chaco (1)           | The Strongest              | Deportivo Municipal                         |
| 1963                       | 1963            | Club Aurora (1)               | Deportivo Municipal        |                                             |
| 1964                       | 1964            | The Strongest (1)             | Club Aurora                |                                             |
| 1965                       | 1965            | Deportivo Municipal (2)       | Jorge Wilstermann          | Oriente Petrolero                           |
| 1966                       | 1966            | Club Bolívar (1)              | 31 de Octubre              | Jorge Wilstermann                           |
| 1967                       | 1967            | Jorge Wilstermann (4)         | Always Ready               | Club Blooming                               |
| 1968                       | 1968            | Club Bolívar (2)              | Guabirá                    | Litoral                                     |
| 1969                       | 1969            | Universitario (La Paz) (1)    | Bolívar                    | Oriente Petrolero                           |
| 1970                       | 1970            | Chaco Petrolero (1)           | The Strongest              |                                             |
| 1971                       | 1971            | Oriente Petrolero             | Chaco Petrolero            | The Strongest                               |
| 1972                       | 1972            | Jorge Wilstermann (5)         | Oriente Petrolero          | Petrolero Cochabamba                        |
| 1973                       | 1973            | Jorge Wilstermann (6)         | Deportivo Municipal        | 31 de Octubre                               |
| 1974                       | 1974            | The Strongest (2)             | Jorge Wilstermann          |                                             |
| 1975                       | 1975            | Guabirá (1)                   | Club Bolívar               | Oriente Petrolero                           |
| 1976                       | 1976            | Club Bolívar (3)              | Oriente Petrolero          | Guabirá                                     |
| 1977 – 1988: Niet gespeeld |                 |                               |                            |                                             |
| 1989                       | 1989            | Enrique Happ (1)              | Universidad de Santa Cruz  |                                             |
| 1990                       | 1990            | Universidad de Santa Cruz (1) | Naval Mamoré               |                                             |
| 1991                       | 1991            | Enrique Happ (2)              | Guabirá                    |                                             |
| 1992                       | 1992            | Enrique Happ (3)              | Universidad Católica       |                                             |
| 1993                       | 1993            | Real Santa Cruz (1)           | Estudiantes Frontanilla    |                                             |
| 1994                       | 1994            | Club Stormers (1)             | Always Ready               |                                             |
| 1995                       | 1995            | Deportivo Municipal (1)       | Chaco Petrolero            |                                             |
| 1996                       | 1996            | Club Blooming (1)             | Universidad de Santa Cruz  |                                             |
| 1997                       | 1997            | Real Potosí (1)               | Universitario (Cochabamba) |                                             |
| 1998                       | 1998            | Union Central (1)             | Atlético Pompeya           | Club Aurora Club Atlético Ciclón            |
| 1999                       | 1999            | Atlético Pompeya (1)          | Mariscal Braun             | Club Litoral Universitario (Beni)           |
| 2000                       | 2000            | Iberoamericana (1)            | Club Aurora                | Cooper Guarani                              |
| 2001                       | 2001            | Club San José (1)             | Primero de Mayo            | Ingenieros Litoral                          |
| 2002                       | 2002            | Club Aurora (1)               | Fancesa                    | Deportivo Zuraca Primero de Mayo            |
| 2003                       | 2003            | La Paz FC (1)                 | Real Santa Cruz            | Universitario (Beni) Universitario (Tarija) |
| 2004                       | 2004            | Club Destroyers (1)           | Primero de Mayo            | ABB Esparta                                 |
| 2005                       | 2005            | Universitario de Sucre (1)    | Guabirá                    | ABB Universidad de Santa Cruz               |
| 2006                       | 2006            | Municipal Real Mamoré (1)     | Ciclón                     | Guabirá                                     |
| 2007                       | 2007            | Guabirá (1)                   | Nacional Potosí            | Francesa Mariscal Braun                     |
| 2008                       | 2008            | Nacional Potosí (1)           | Primero de Mayo            | Club Atlético Ciclón Club Destroyers        |
| 2009                       | 2009            | Guabirá (2)                   | Club Atlético Ciclón       | Fraternidad Tigres Club Stormers            |
| 2010                       | 2010            | Nacional Potosí (2)           | Real America               | García Agreda Primero de Mayo               |